# Třída Skipjack
Třída Skipjack byla třída amerických útočných ponorek s jaderným pohonem z doby studené války. Představovaly novou generaci ponorek schopných ponorů do větších hloubek a díky hydrodynamicky vhodně tvarovanému trupu byly pod hladinou výrazně rychlejší, než jejich předchůdci. (Pionýrskou byla v tomto ohledu experimentální ponorka USS Albacore.) V letech 1956–1961 bylo postaveno šest ponorek této třídy, které Američané provozovali v letech 1959–1991.

## Stavba
Celkem bylo postaveno šest ponorek této třídy. Do jejich stavby se zapojily americké loděnice General Dynamics Electric Boat, Mare Island Naval Shipyard, Ingalls Shipbuilding a Newport News Shipbuilding. Do služby byly přijaty v letech 1959–1961.
Jednotky třídy Skipjack:
| Jméno                  | Loděnice                       | Založení kýlu | Spuštěna | Vstup do služby   | Status        |
| ---------------------- | ------------------------------ | ------------- | -------- | ----------------- | ------------- |
| USS Skipjack (SSN-585) | General Dynamics Electric Boat | 1956          | 1958     | 15. dubna 1959    | vyřazena 1990 |
| USS Scamp (SSN-588)    | Mare Island Naval Shipyard     | 1959          | 1960     | 5. června 1961    | vyřazena 1991 |
| USS Scorpion (SSN-589) | General Dynamics Electric Boat | 1958          | 1959     | 29. července 1960 | ztracena 1968 |
| USS Sculpin (SSN-590)  | Ingalls Shipbuilding           | 1958          | 1960     | 1. června 1961    | vyřazena 1990 |
| USS Shark (SSN-591)    | Newport News Shipbuilding      | 1958          | 1960     | 9. února 1961     | vyřazena 1990 |
| USS Snook (SSN-592)    | Ingalls Shipbuilding           | 1958          | 1960     | 24. října 1961    | vyřazena 1986 |

## Konstrukce

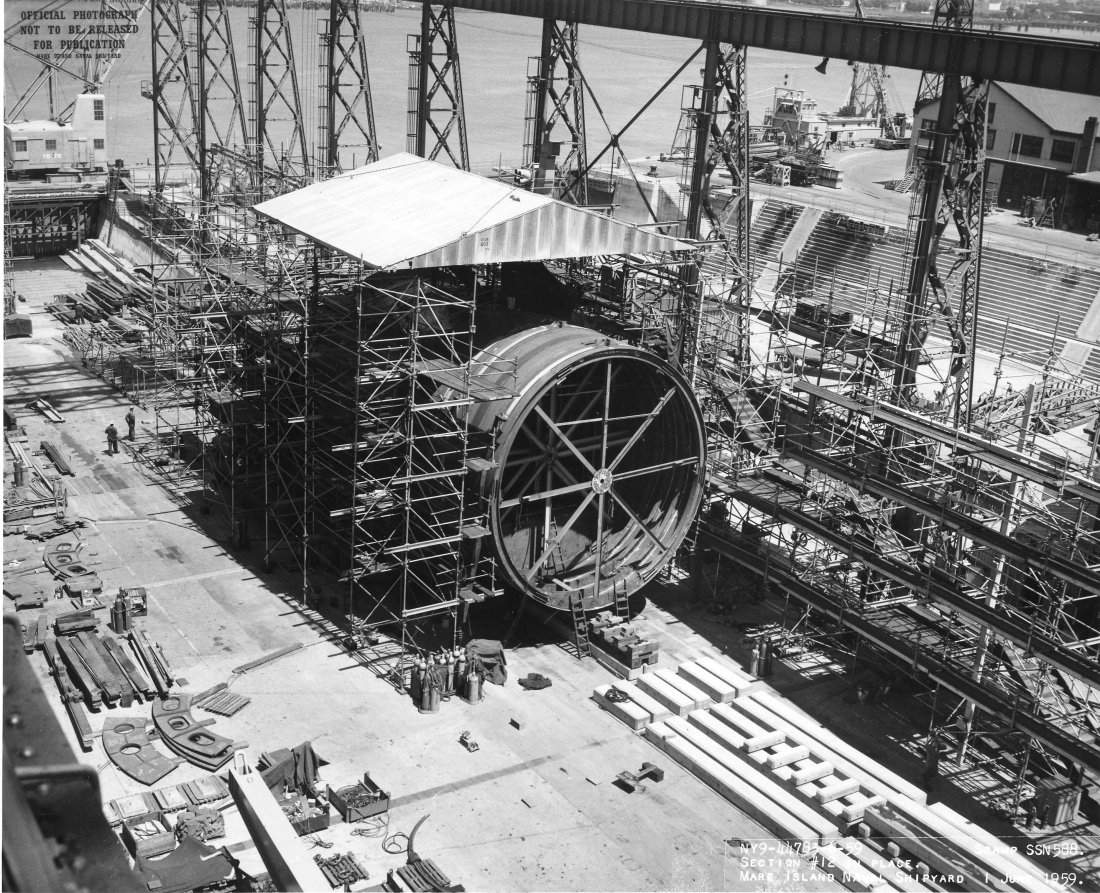
Rozestavěný trup USS Scamp

Z konstrukce třídy Skipjack rovněž vycházela první třída raketonosných ponorek George Washington. Ponorka USS Scorpion přitom musela být stavěna dvakrát, jelikož byl její rozestavěný trup použit k přestavbě na první americkou raketonosnou ponorku USS George Washington. Rovněž materiál připravený pro doposud nezahájenou stavbu USS Sculpin byl použit pro raketonosnou ponorku téže třídy, což stavbu Sculpinu zdrželo.

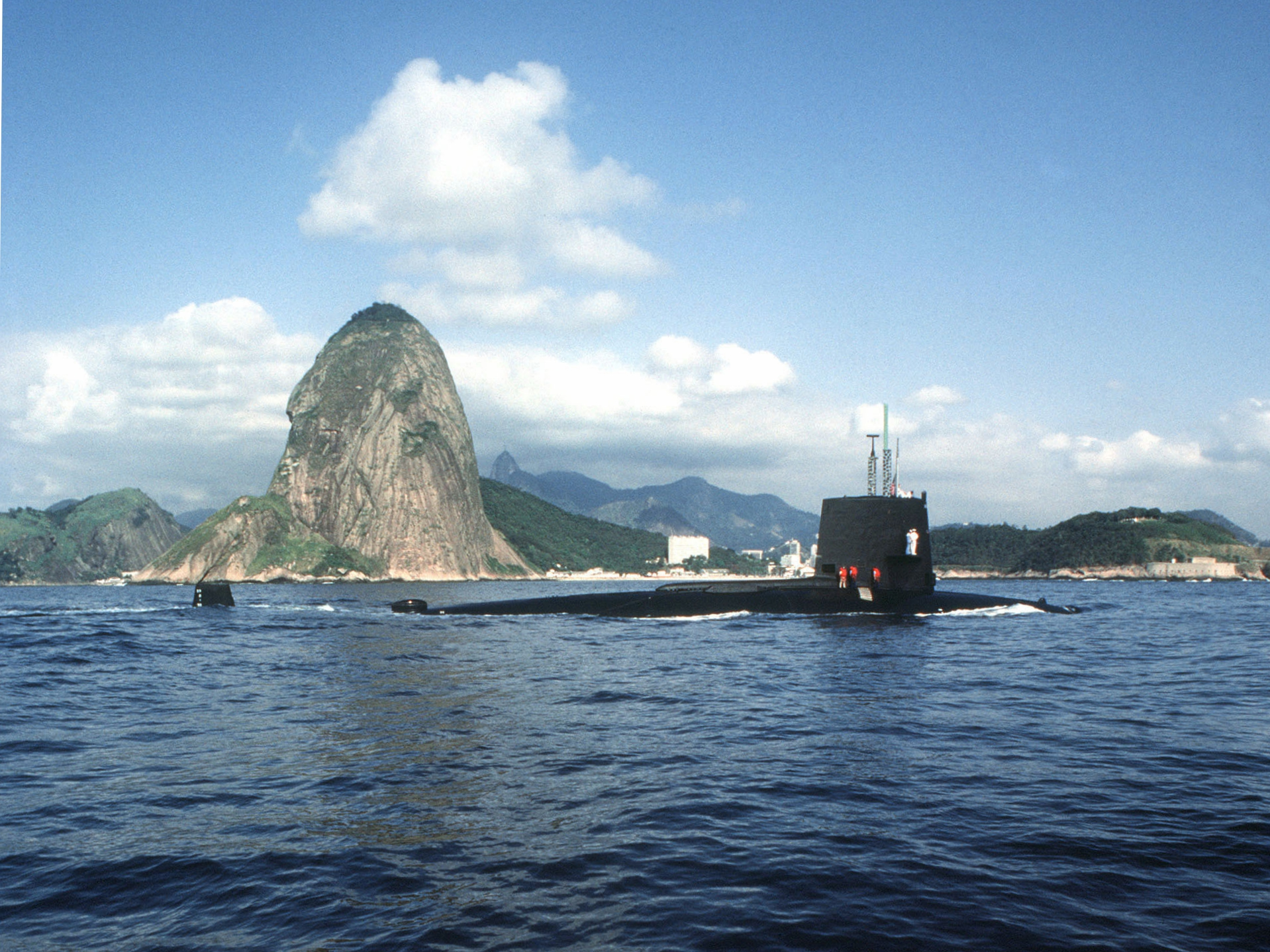
USS Snook v Rio de Janeiru

Výzbroj představovalo šest příďových 533mm torpédometů, pro které byla nesena zásoba 24 torpéd. V přídi byl umístěn rovněž sonar typu BQS-4. V konstrukci třídy Skipjack byla poprvé použita nová vysokopevnostní ocel HY-80, což ponorkám dovolovalo ponory do větších hloubek. Pohonný systém tvořil jaderný reaktor nové generace typu S5W a dvě turbíny. Třída Skipjack přitom představovala první jaderné ponorky s jedním lodním šroubem.

## Operační služba

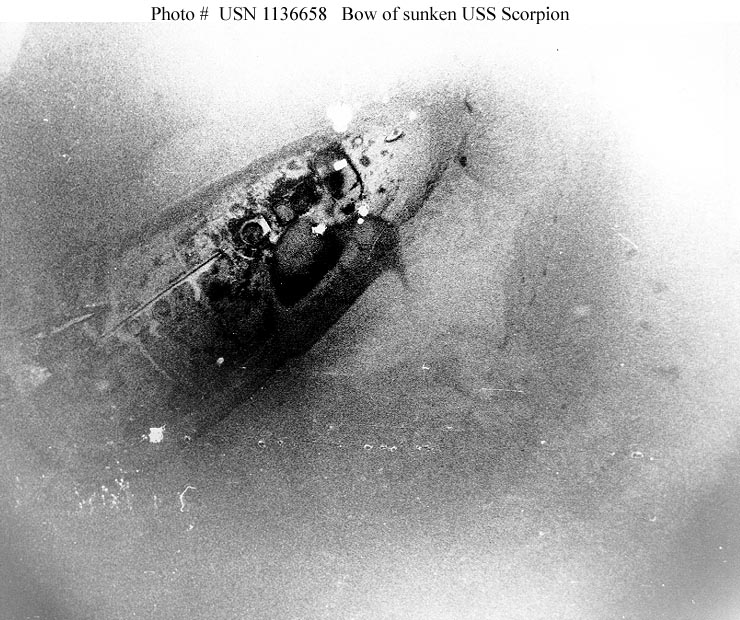
Příď vraku USS Scorpion

Scorpion se za doposud neobjasněných okolností potopil 22. května 1968 i s celou posádkou 12 důstojníků a 87 námořníků. Stalo se tak při návratu z nasazení ve Středozemním moři na domovskou základnu v Norfolku. Ve věcí katastrofy Scorpionu proběhla dvě vyšetřování, přesto se nepodařilo jeho potopení objasnit. Původní verzi o selhání vlastního torpéda, které po vypuštění zasáhlo samotnou ponorku nepotvrdil průzkum vraku, nalezeného 400 námořních mil jihozápadně od Azor, který v roce 1969 provedla ponorka Trieste II.
Jako první byla ze služby roku 1986 vyřazena USS Snook. USS Skipjack, Sculpin a USS Shark byly vyřazeny v roce 1990 a poslední USS Scamp v roce následujícím. Scamp se stal vůbec první ponorkou, která byla v loděnicích Puget Sound Naval Shipyard rozebrána v rámci nového projektu Ship-Submarine Recycling Program. Ten je určen pro bezpečnou likvidaci a recyklaci lodí s jaderným pohonem.